# The Devil's Blood
The Devil's Blood fue una banda holandesa de rock oculto de Eindhoven, formada en 2006.  Su estilo de música tiene influencias del hard rock tomando inspiración en bandas como Black Widow, Coven, Black Sabbath y una plétora de influencias de rock progresivo y psicodélico de los años 70. Su sonido ha sido descrito como "más seductor que agresivo" con voces femeninas, guitarras principales con sonido clásico, atmósferas análogas y "ritmos satánicos vintage". 

## Historia
El grupo fue fundado por el guitarrista principal, letrista y compositor principal Selim "SL" Lemouchi. A la hermana de Selim, Farida "F. La Boca de Satanás" Lemouchi, se le pidió que se uniera al grupo después de proporcionar la voz para la canción "The Graveyard Shuffle". El nombre del grupo está tomado de la canción "Devil's Blood" de la banda sueca de black metal Watain.
El 17 de abril de 2008, la banda hizo su debut en vivo en el Roadburn Festival.
El 11 de septiembre de 2009, el grupo lanzó su primer álbum de larga duración, The Time of No Time Evermore, a través de Ván Records.[cita requerida]
El 11 de noviembre de 2011, la banda lanzó su segundo álbum de larga duración, The Thousandfold Epicenter, también a través de Ván Records; Posteriormente fue lanzado en los Estados Unidos a través de Metal Blade Records el 17 de enero de 2012. Tras el lanzamiento del álbum en Estados Unidos, la banda se embarcó en la gira Decibel Magazine Tour 2012. – encabezado por la banda polaca de death y black metal Behemoth – que abarcó veintiséis paradas de gira por América del Norte.  Durante la gira, la banda recibió algo de publicidad después de que el conductor del autobús supuestamente se escapó con su dinero, dejándolos varados en una intersección en San Antonio, Texas .  SL declaró que el grupo planeaba continuar de gira durante el resto del año y tocar en tantos lugares como fuera posible. 
El 25 de enero de 2013, la página oficial de Facebook de la banda anunció que Devil's Blood ya no existía. Sin embargo, anunciaron el 7 de febrero de 2013 que lanzarían su tercer álbum sin acabar, III: Tabula Rasa or Death and the Seven Pillars, un EP acústico, 66:2, un DVD en vivo y algunas grabaciones en vivo.[cita requerida]
En marzo de 2014, Selim Lemouchi murió a la edad de 33 años.  Más tarde se reveló que la causa de su muerte fue el suicidio.
El 20 de junio de 2017, los miembros de Devil's Blood, Farida Lemouchi, Ron van Herpen, Oeds Beydals, Thomas Sciarone, Job van de Zande, Sander van Baalen y Micha Haring hicieron una presentación única para interpretar "Voodoo Dust" en un servicio conmemorativo para su ex manager y agente de reservas Danny "Bidi" van Drongelen.

## Estilo musical e influencias
SL estuvo fuertemente influenciado por sus creencias espirituales, principalmente el satanismo. En varias entrevistas, SL ha declarado que su principal influencia en la composición de canciones (y en la vida) son "los tres principados de la adversidad". – La Muerte, El Caos y Satán", afirmando "Él (Satanás) es la fuerza impulsora detrás de todo mi poder creativo".  SL también ha citado a Slash de la banda estadounidense de hard rock Guns N' Roses como influyente en su trabajo como guitarrista.

## Miembros de la banda
- Selim "SL" Lemouchi - guitarras, voz (2007-2013)
- Farida "La Boca de Satanás" Lemouchi - voz principal (2007-2013)
- Oeds "O" Beydals - guitarras (2011-2013)
- Micha "M" Haring - batería (2011-2013)
- Ron "R" van Herpen - guitarras (2008-2013)
- Job "J" van de Zande – bajo (2008-2013)
- Thomas "T" Sciarone - guitarras (2008-2011)
- Sander "B" van Baalen - batería (2007-2011)
- Willem "Will Power" Verbuyst - guitarras (2008)
- Benjamin "Jimmy Blitzer" Dokter - bajo (2008)

## Discografía

### Álbumes
- The Time of No Time Evermore (2009)
- The Thousandfold Epicentre (2011)
- III: Tabula Rasa or Death and the Seven Pillars (2013)

### Demos
- Demo 2007 (2007)

### Obras extendidas y sencillos
- The Graveyard Shuffle 7" single (2008)
- Come Reap EP (2008)
- I'll Be Your Ghost CD/12" single (2009)
- Fire Burning 7" single (2011)